# Расінг 92
«Расінг 92» (фр. Racing Métro 92) — французький регбійний клуб, гравець вищого дивізіону національного чемпіонату. Команда базується в передмісті Парижу О-де-Сен і проводить домашні матчі на стадіоні Ів дю Мануар, (Коломб). Клуб появився в 2001 році в результаті злиття двох команд Расінг Клаб де Франс, та команди US Métro. Число «92» — номер департаменту О-де-Сен, який надає клубові фінансову підтримку. Команда бере участь у Топ 14 з 2009 року.

## Історія клубу
Спортивний атлетичний клуб Расінг Клаб було засновано у 1882 році. Клуб швидко став однією із перших організацій такого роду у Франції. У 1885 році, команда отримала назву Расінг Клаб де Франс. Спільнота клубу поступово відкривала для себе нові види спорту: у 1890 році було створено секцію регбі. Незабаром, після проведення перших сезонів чемпіонату Франції, команда заявила, що є однією з найсильніших команд у Парижі, оскільки до 1898 року в чемпіонаті збрали участь тільки столичні клуби. 20 березня 1892 року відбувся перший розіграш французької першості, у рамках якого було проведено лише один фінальний матч. У паризькому місті Багатей зустрілись дві команди: Расінг та Стад Франсе, головним арбітром матчу виступив П'єр де Кубертен, майбутній засновник і голова Міжнародного олімпійського комітету. Матч виграла команда Расінг з рахунком 4:3. Переможці отримали приз щит Бреннуса (фр. Bouclier de Brennus), який і досі вручається чемпіонам Франції.
Через рік команди знову зустрілись у фінальній грі. Спортсменам Стад Франсе вдалося взяти реванш (7:3), у наступних сезонах гравці цієї ж команди домінували в чемпіонаті. Расінг 92 знову став учасником вирішального матчу тільки в 1898 році. Гравцям знову довелося змагатися з супротивниками зі Стад Франсе, але тепер перемога дісталася першим чемпіонам Франції. При цьому титул вручався за підсумками невеликої кругової першості, в якій зіграло шість клубів. У підсумку «Стад» отримав перемогу з десятьма очками, а Расінг — став другим, набравши шість балів.
У 1900 році Расінг зустрівся у фіналі з командою Стад Бордле з Бордо. Іногородні команди намагалися боротися за титул нарівні з парижанами ще з 1899 року, проте жирондинцям не вистачало досвіду, тому Расінг 92 колектив легко обіграв команду з Бордо з рахунком 37:7. У фіналі 1902 року суперники зустрілися знову. Парижани знову отримали перемогу, проте їхня перевага була вже не настільки очевидною (6:0). Чергового фіналу гравці Расінга чекали десять років. 31 березня 1912 року команда зустрілася з опонентами з Тулузи на території суперника. Тулузька команда отримала перемогу з рахунком 8:6.
У роки Першої світової війни замість французького чемпіонату проводився турнір Шаленж де л'Есперанс. Расінг взяв першість у 1918 році, обігравши Гренобль (22:9). З 1920 року проведення національного змагання відновилося. Клуб вийшов у перший післявоєнний фінал (вперше з 1912 року), де програв піренейській команді Тарб з рахунком 3:8.
Після цього Расінг ще впродовж довгих років не вигравав чемпіонат Франції. У 1931 році спільнота клубу заснувала турнір Шаленж Ів дю Мануар. Команда знову зіграла у фіналі чемпіонату тільки через тридцять років, у 1950 році. Квітневий матч в Тулузі завершився перемогою Кастра (11:8). У сезоні 1952 року команда стала фіналістом Шаленж. Аналогічний для Расінга результат мав місце і в 1957 році, коли парижани програли команді Лурд з результатом 13:16. Лише через два сезони, у 1959 році, Расінг отримали головний трофей чемпіонату, обігравши Стад Монтуа на Парк Лескюр в Бордо (8:3).
Новий шанс випав команді у 1987 році, коли столичні регбісти зустрілися з Тулоном на стадіоні Парк де Пренс. Незважаючи на майже домашні умови, Расінг програв з рахунком 12:15. Утім, через три сезони, у 1990 році, клуб зміг стати чемпіоном ще раз. Расінг обіграли Ажен з рахунком 22:12. Повернення щита Бреннус в колекцію клубу зайняло більше трьох десятиліть.
У 1990-х роках у світове регбі стали впроваджувати принципи професійного спорту. Клуб Расінг з його багатими традиціями не зміг адаптуватися до нових правил гри, тож команда заснала регресу. За підсумками сезону 1995/96 клуб вибув з числа найсильніших і продовжив виступи лише у другому дивізіоні. Повернення в еліту відбулося в 1998 році, проте вже через два роки парижани знову залишили вищу лігу. Після цього команда перебувала поза провідними боями протягом десяти років. У 2001 році секція регбі Расінга покинула великий спортивний клуб і об'єдналась з командою US Métro, яка представляла систему громадського транспорту Парижу. Саме тоді клуб отримав свій сучасний статус, і з тих пір команда називається Расінг Метро 92. При цьому і Расінг Клуб де Франс і US Métro продовжують підтримувати аматорські секції регбі в своїх клубах.
Президентом клубу Расінг Метро є Джекі Лорензетті, який також керує великим агентством нерухомості Foncia. Лорензетті приступив до обов'язків в 2006 році. Тоді новий президент поставив перед клубом мету: до 2008 року повернутись у вищий дивізіон і до 2011 потрапити в число учасників кубка Хейнекен. Команда затримала виконання внутрішнього завдання на один рік, однак взяла участь у європейському змаганні вже в 2010/11 сезоні.
З 2003 року Шаленж Ів дю Мануар проводиться як змагання для юних регбістів, вік яких не перевищує 15 років. 76 гравців Расінга грали за збірну Франції, 12 з яких стали капітанами «синіх». Єдиний клуб, який випередив парижан за цим показником — Тулуза, на рахунку якого майже 100 вихованців міжнародного класу. Троє представників Расінга зіграли в першому матчі французької команди проти Ол Блекс, який відбувся 1 січня 1906.
Під кінець сезону 2014—2015, назву команди було скорочено з Расінг Метро 92 на Расінг 92.

## Імідж клубу
Період зародження спортивних клубів у Франції підігрівався ентузіазмом переважно заможних людей. Расінг став втіленням елітарного атлетичного клубу. Збори клубу проводилися у самому серці Булонського лісу, у багатій західній частині Парижа. Передбачається, що Расінг, про що свідчить і назва організації, створювався за зразком модних англійських клубів і керувався принципом «У здоровому тілі — здоровий дух» (mens sana in corpore sano). Багато резидентів клубу мали аристократичне походження, а у першому фіналі чемпіонату взяли участь чотири представники дворянства. Незважаючи на те, що в даний момент серед гравців Расінга аристократів значно менше, процедура вступу в клуб вкрай складна.
Расінг завжди стояв на захисті аматорського духу регбі і спорту в цілому. Можливо, саме це і стало причиною труднощів команди в період переходу гри на професійний рівень. Ідеалу аматорської гри відповідала концепція Шаленж Ів дю Мануар (фр. le jeu pour le jeu — гра заради задоволення), яка з'явилась на стику 1920-х і 1930-х років, коли у французькому регбі тріумфували насильство і зростаючий професійний характер взаємодій з гравцями.
В останній чверті XX століття група гравців втілювала принципи Расінга вже у нових умовах. Проте, спроби вираження клубної традиції нерідко мали досить ексцентричний характер. У 1987 році під час матчу в Байонна деякі регбісти Расінга вдягли на голови берети. Гравці демонстрували любов до нічного життя, що часом піддавалося критиці. Період переродження духу Расінга завершився в кінці 1990-х років, коли його ініціатори покинули клуб. Нині, під керівництвом Лорензетті, стратегія Расінга полягає в побудові команди, яка об'єднала б молоді французькі таланти і гучні зарубіжні імена. Президент поступово створив умови для самоокупності клубу. Передбачається, що у 2014 році відкриється новий домашній стадіон команди Арена 92, який також буде використовуватися для проведення великих концертів.

## Досягнення
Топ 14
- Чемпіон: 1892, 1900, 1902, 1959, 1990, 2016
- Фіналіст: 1893, 1912, 1920, 1950, 1957, 1987

Другий дивізіон
- Переможець: 1998, 2009

Шаленж Ів дю Мануар
- Фіналіст: 1952
- Переможець (гравці не старші ніж 15 років): 2005

Шаленж де л'Есперанс
- Переможець: 1918

Шаленж Рузердорф
- Фіналіст: 1952

## Фінальні матчі
| Дата               | Переможець  | Фіналіст    | Рахунок    | Стадіон                  | Глядачі |
| 20 березня 1892 р. | Расінг      | Стад Франсе | 4:3        | Багатель, Париж          | 2 000   |
| 19 березня 1893 р. | Стад Франсе | Расінг      | 7:3        | Бекон-ле-Брюйєр          | 1 200   |
| 22 квітня 1900 р.  | Расінг      | Стад Бордле | 37:3       | Леваллуа-Перре           | 1 500   |
| 23 березня 1902 р. | Расінг      | Стад Бордле | 6:0        | Парк де Пренс, Париж     | 1 000   |
| 31 березня 1912 р. | Тулуза      | Расінг      | 8:6        | Стад де Пон Жюмо, Тулуза | 15 000  |
| 25 квітня 1920 р.  | Тарб        | Расінг      | 8:3        | Роуд дю Медок, Ле-Бускат | 20 000  |
| 16 квітня 1950 р.  | Кастр       | Расінг      | 11:8       | Стад де Пон Жюмо, Тулуза | 25 000  |
| 26 травня 1957 р.  | Лурд        | Расінг      | 16:13      | Стадіон Жерлан, Ліон     | 30 000  |
| 24 травня 1959 р.  | Расінг      | Стад Монтуа | 8:3        | Парк Лескюр, Бордо       | 31 098  |
| 22 травня 1987 р.  | Тулон       | Расінг      | 15:12      | Парк де Пренс, Париж     | 48 000  |
| 26 травня 1990 р.  | Расінг      | Ажен        | 22:12 (ОТ) | Парк де Пренс, Париж     | 45 069  |
| 24 червня 2016 р.  | Расінг      | Тулон       | 29:21      | «Камп Ноу», Барселона    | 99 124  |

## Сезон 2016/17 Топ 14
| \| \| 2016–17 Топ 14 таблиця \| watch · edit · discuss \| |                        |                        |          |       |           |         |            |                     |          |             |                |                 |      |
| | Клуб                   | Розіграних             | Виграних | Нічия | Програних | Бали за | Бали проти | Різниця балів Diff. | Проби за | Проби проти | Здобуті бонуси | Втрачені бонуси | Бали |
| 1 | Атлантик Стад Рошель   | 17                     | 10       | 3     | 4         | 439     | 313        | +126                | 42       | 24          | 5              | 3               | 54   |
| 2 | АСМ Клермон Овернь     | 17                     | 10       | 3     | 4         | 497     | 351        | +146                | 52       | 36          | 5              | 2               | 53   |
| 3 | Монпельє Еро           | 17                     | 10       | 0     | 7         | 434     | 378        | +56                 | 38       | 33          | 3              | 3               | 46   |
| 4 | Кастр                  | 17                     | 9        | 1     | 7         | 438     | 347        | +91                 | 42       | 27          | 3              | 2               | 43   |
| 5 | Тулон                  | 17                     | 8        | 1     | 8         | 408     | 363        | +45                 | 37       | 35          | 4              | 4               | 42   |
| 6 | Тулуза                 | 17                     | 9        | 0     | 8         | 348     | 333        | +15                 | 32       | 24          | 2              | 4               | 42   |
| 7 | Бордо-Бегль            | 17                     | 8        | 1     | 8         | 397     | 388        | +9                  | 33       | 34          | 1              | 4               | 39   |
| 8 | Сексьйон Палуаз        | 16                     | 8        | 0     | 8         | 366     | 395        | –29                 | 35       | 36          | 1              | 4               | 37   |
| 9 | Брів Коррез            | 17                     | 8        | 1     | 8         | 366     | 414        | -48                 | 24       | 37          | 0              | 2               | 36   |
| 10 | Расінг                 | 16                     | 8        | 1     | 7         | 350     | 349        | –1                  | 34       | 30          | 2              | 0               | 36   |
| 11 | Стад Франсе            | 17                     | 7        | 1     | 9         | 397     | 431        | –34                 | 38       | 39          | 2              | 2               | 34   |
| 12 | Ліон                   | 16                     | 6        | 2     | 8         | 325     | 361        | –36                 | 24       | 26          | 2              | 3               | 33   |
| 13 | Гренобль               | 16                     | 4        | 0     | 13        | 392     | 537        | –145                | 37       | 49          | 1              | 6               | 23   |
| 14 | Авірон Байонне         | 16                     | 4        | 2     | 10        | 256     | 453        | –197                | 18       | 47          | 0              | 0               | 16   |
| Якщо команди знаходяться на одному рівні в таблиці на будь-якому етапі, будуть застосовані тайбрейки в такому порядку: 1. Класифікація в попередньому сезоні Топ 14 |                        |                        |          |       |           |         |            |                     |          |             |                |                 |      |
| Зелений фон (1 та 2 рядки) отримують пів-фінальні плей-офф місця і візьмуть участь у 2017-18 Європейському кубкові чемпіонів з регбі. Голубий фон (рядки від 3 до 6) здобудуть чвертьфінальні плей-офф місця і візьмуть участь у Кубку чемпіонів. Жовтий фон (7 рядок) авансують до плей-офф щоб отримати шанс позмагатись в Кубку чемпіонів. Білий фон вказує на команди, які здобули місце в Кубку Європи з регбі. Червоний фон (13 і 14 рядки) — команди будуть перенесені до Регбі Про Д2. Фінальна таблиця |                        |                        |          |       |           |         |            |                     |          |             |                |                 |      |
| | 2016–17 Топ 14 таблиця | watch · edit · discuss |          |       |           |         |            |                     |          |             |                |                 |      |

## Знамениті гравці

### Французькі гравці
| - Владімір Аітофф - Жорж Андрі - Марк Ондру - Александр Одюбер - Давід Ораду - Луї Беге - Лоран Бенезек - Леон Бінош - Матьє Блан - Ерік Бонневаль - Франсуа Борд - Рене Будро - Адольф Буске - Гійом Буссес - Жульєн Бруно - Марсель Бурген - Лоран Кабан - Фернан Казенав - Себастьян Шабаль - Дені Шарве - Анрі Шавансі - Андре Шіло | - Жан Колля - Патріс Коллазу - Рене Крабоз - Мішель Крост - Поль Декампс - Люк Дюкалкон - Ніколя Дюран - Ів дю Мануа - Фабріс Естебанез - Бенжаман Фуль - Жан-П'єр Жуне - Шарль Гондуан - П'єр Жуллемін - Адольф Журегі - Адольф Клінгельхофер - Жан-Батіст Лафонд - Фабріс Ландро - Гастон Лан - Венцеслас Лорет - Юбер Лефевр - Бернард ле Руа - Едді Бен Арус - Каміль Ша | - Тома Ломбар - Максіме Машенад - Жеральд Мартінез - Франк Менель - Лайонел Наллет - Бенжаман Нуару - Робер Папаремборд - Александр Фарамон - Етьєн Пікурал - Адрієн Плант - Алан Порту - Франц Рейшель - Жан-П'єр Рів - Андре Рузвельт - Еміль Саррад - Жульєн Собаде - Лорент Семпере - Димитрій Шажевський - Франк Турне - Мікеле Туугахала - Людовик Валбон - Джонатан Вісьнєвскі |

### Міжнародні гравці
| - Мануель Карізза - Альваро Галіндо - Хуан Мартін Хернандес - Хуан Хосе Імхофф - Хуан Пабло Орланді - Агустін Пішот - Нік Беррі - Оллі Барклей - Ден Скарбров - Ісірелі Бобо - Сакіуса Матадіго - Джош Матавесі - Джоне Куову | - Саймон Райвалуї - Альберт Вулівулі - Давіт Гіншагішвілі - Мірко Бергамаско - Сантьяго Деллапе - Карло Фестуцція - Андреа ло Ціцеро - Андреа Масі - Майкел Керроль - Джонатан Секстон - Джонні Лео'о - Ендрю Мертенз - Брент Вард | - Карлос де Кандамо - Жак Кронже - Йохан Гузен - Джуандр Крюгер - Віллі ле Руа - Браян Муджаті - Франсуа Стейн - Люсьєн Сірбу - Соан Тонга'уїха - Ден Лидіяте - Джеймі Робертс - Майк Філліпс - Люк Чартеріс |

## Президенти клубу
| Роки      | Ім'я               | Клуб                 | Секція       |
| 2004 — …… | Жан-Патрік Лезобре | Расінг Клуб де Франс | Аматори      |
| 2006 — …… | Джекі Лорензетті   | Расінг 92            | Професіонали |